# Taşköy (Nusaybin)
Taşköy (Aramees: Arbo, ܐܪܒܘ) is een dorp in de gemeente en het district Nusaybin, in de provincie Mardin, Turkije. Het dorp heeft een bevolking van 33 mensen in 2021. Het ligt in de historische Aramese regio Tur Abdin, op de berg Izla.
Er zijn twee belangrijke kerken in het dorp: de kerk van Mor Dimet en de kerk van de Moeder van God.

## Geschiedenis
Er wordt gesuggereerd dat Arbo (nu Taşköy) een belangrijke nederzetting was in de late oudheid. De monnik-priester Shim’un (Simon), zoon van Sholem van Arbo bij het Mor Malke Klooster (ca. 1214) en de diaken Mas’ud van Arbo (ca. 1314), waren beroemde kalligrafen. Volgens het verslag van de priester Addai van Bsorino in ongeveer 1500, toegevoegd aan de **Chronografie van Bar-Hebraeus, overleefde Arbo de invasie van Timoer Lenk in 1401 door bemiddeling van Dioscorus Behnam Shatti, de aartsbisschop van Beth Rishe, die direct naar de zoon van Timoer, Mīrānshāh had geapelleerd om het dorp te sparen. Arbo, samen met het Mor Shim’un Klooster, werd echter vernietigd door Malik al-Adel, de gouverneur van Hasankeyf, in 1403.
Iyawannis Barsoum van de Zuqaqi familie van Arbo was de aartsbisschop van Jazira (ca. 1415–1457). Yuhannon Addai van Arbo (overleden in 1432) was de aartsbisschop van het Mor Gabriel-klooster. Dionysius Malke I van de Zuqaqi familie van Arbo was de aartsbisschop van Ma’dan in 1450 en overleed in 1465. Philoxenus Ibrahim van Manim’am, de aartsbisschop van het bisdom van Arbo, Nisibis, M’arē en Kartwoytō, wordt in 1454 genoemd.
De wijk werd in november 1839 aangevallen door de troepen van Bedir Khan Beg van Bohtan en Mir Sayf al-Din. Er werden verschillende dorpelingen gedood, waaronder een priester en een diaken, terwijl Arbo in brand werd gestoken. De kamers van de Moeder van God Kerk en het kleine altaar van de Mor Dimet Kerk werden verwoest en tomben werden opgegraven. Bedir Khan Beg reed naar verluidt zijn paard over de overblijfselen van een kerk die door zijn mannen werd verwoest in Arbo.
De meeste van de Arameeërs die zich vestigden in Girefshe en Qewetla kwamen oorspronkelijk uit Arbo. De Syrisch Katholieke bisschop Gabriel Tappouni schreef in 1913 dat het dorp ongeveer 600 Arameeërs had, verdeeld over 100 families, die werden bediend door één priester. In 1914 werd het bevolkt door 300 Arameeërs, volgens de lijst die werd gepresenteerd aan de Vredesconferentie van Parijs (1919) door de Aramese delegatie. Het werd bestuurd als onderdeel van het district van Midyat. Het dorp maakte deel uit van het bisdom van het Mor Malke Klooster.

## Demografie
Hier is een lijst van het aantal Aramese families die Arbo per jaar hebben bewoond. Tenzij anders vermeld, komen alle cijfers uit de lijst die wordt gepresenteerd in *"The Syrian Orthodox Christians in the Late Ottoman Period and Beyond: Crisis then Revival"*:
- 1915: 70
- 1966: 40
- 1978: 40
- 1979: 33
- 1981: 24
- 1987: 10